# Tchagra jamesi
A Tchagra jamesi a madarak osztályának verébalakúak (Passeriformes) rendjébe és a bokorgébicsfélék (Malaconotidae) családjába tartozó faj.

## Rendszerezése
A fajt George Ernest Shelley angol geológus és  ornitológus írta le 1836-ban, a Telephonus nembe Telephonus jamesi néven.

## Alfajai
- Tchagra jamesi jamesi (Shelley, 1885)
- Tchagra jamesi mandanus (Neumann, 1903)[2]

## Előfordulása
Afrika keleti részén, Dél-Szudán, Etiópia, Kenya, Szomália, Szudán, Tanzánia és Uganda területén honos. 
Természetes élőhelyei a szubtrópusi és trópusi szavannák és cserjések. Állandó, nem vonuló faj.

## Megjelenése
Testhossza 17 centiméter, testtömege 22-30 gramm.

## Természetvédelmi helyzete
Az elterjedési területe nagyon nagy, egyedszáma pedig stabil. A Természetvédelmi Világszövetség Vörös listáján nem fenyegetett fajként szerepel.